# Sándor Török
Sándor Török  (n. 25 februarie 1904, Homoróddaróc– d. 30 aprilie 1985, Budapesta) a fost un scriitor, romancier și traducător antroposof maghiar de origine evreiască